# チャーワース・ブラバゾン (第6代ミーズ伯爵)
第6代ミーズ伯爵チャーワース・ブラバゾン（英語: Chaworth Brabazon, 6th Earl of Meath PC (Ire)、1686年 – 1763年5月14日）は、アイルランド王国の貴族、政治家。1707年から1715年までブラバゾン卿の儀礼称号を使用した。

## 生涯
第5代ミーズ伯爵シャンブレ・ブラバゾンとジュリアナ・チャーワース（Juliana Chaworth、1692年11月12日埋葬、第3代チャーワース子爵パトリック・チャーワースの娘）の息子として、1686年に生まれた。
1713年から1714年までダブリン・カウンティ選挙区の代表としてアイルランド庶民院議員を務め、1714年3月9日に繰上勅書を受けてアイルランド貴族院議員に就任した。1715年4月1日に父が死去すると、ミーズ伯爵位を継承し、12月17日にミーズ伯爵としてアイルランド貴族院議員に就任した。
ダブリン県総督、ウィックロー県総督、アイルランド枢密院の枢密顧問官を歴任した。
1731年12月11日、ジュリアナ・プレンダーガスト（Juliana Prendergast、1758年12月12日没、初代準男爵サー・トマス・プレンダーガストの娘）と結婚した。
1763年5月14日にカレーで死去、カンタベリーで埋葬された。弟エドワードが爵位を継承した。